# Darwin 4081
Pour les articles homonymes, voir Darwin.
Darwin 4081 (ダーウィン４０８１) est un jeu vidéo de type shoot them up sorti en 1990 sur Mega Drive. Le jeu a été développé puis édité par Data East.
Le jeu est sorti uniquement au Japon.